# اوروه تیدوس
اوروه تیدوس (انگلیسی: Urve Tiidus؛ زادهٔ ۶ ژوئن ۱۹۵۴) سیاست‌مدار اهل استونی است. وی از سال ۲۰۱۳ تا ۲۰۱۵ وزیر فرهنگ استونی بوده است.